# 明石知幸
明石 知幸（あかいし ともゆき、1958年1月4日 - ）は、日本の映画監督、映画プロデューサー。

## 経歴
- 徳島県出身。早稲田大学教育学部卒業後、にっかつ（現・日活）撮影所に助監督として入社。日活ロマンポルノ作品を助監督として数十本担当する。
- 偶然撮影所で出会うことになった森田芳光にその後師事し、『家族ゲーム』（1983年）や『メイン・テーマ』（1984年）『キッチン』（1989年）等に助監督として参加する。
- 1991年のオムニバス映画『バカヤロー!4 YOU! お前のことだよ』第三話「サギるなジャパン」で監督デビュー。1994年の監督作『免許がない!』は、話題となり大ヒットした。
- その後は、『キリコの風景』（1998年、日活）を監督する傍ら、オリジナルビデオの監督や企画・プロデューサーとしても活躍し、日活（株）企画製作部長を経て、現在はフリーランスで活動している。
- 最新作は2019年4月5日にイオンシネマ徳島で先行公開され、2019年4月19日に全国公開された映画『波乗りオフィスへようこそ』。

## 主な作品

### 監督
映画
- バカヤロー!4 YOU! お前のことだよ「サギるなジャパン」（1991年、バンダイ＝光和インターナショナル、配給・松竹）
- 免許がない!（1994年、光和インターナショナル＝日本テレビ放送網、配給・東宝）
- キリコの風景（1998年、配給・日活）
- オボエテイル「前世の記憶」（2011年）
- 波乗りオフィスへようこそ（2019年、ポンコツ商会、配給・マジックアワー）

オリジナルビデオ
- 爆走NSX かっとびブギ（1992年、にっかつビデオ）
- 麻雀狂騒曲 10年はやいぜ!（1993年、にっかつビデオ）
- バカヤローV2 私、問題です（1994年、バンダイビジュアル）
- 関西無敵会（1995年、タキ）
- 関西無敵会2（1995年、タキ）
- イメクラ戦争 天使のすまた（1995年、にっかつビデオ）
- 命日、ささやき、セコい誘拐（2003年、角川映画　脚本も）

主なドキュメンタリー作品
- 武豊・ターフのヒーロー4（1993年、エピックソニー）

### 企画・プロデュース
- 弾丸ランナー（1996年、にっかつ）
- ガラスの脳（2000年、日活）
- スイート・スイート・ゴースト（2000年、日活）
- Go!（2001年、日活）
- サディスティック&マゾヒスティック（2001年、日活）
- 終わった人（2018年、東映）